# Desa Jatisari (administrativ by i Indonesien, Jawa Timur, lat -7,82, long 114,11)
Desa Jatisari är en administrativ by i Indonesien.   Den ligger i provinsen Jawa Timur, i den västra delen av landet, 800 km öster om huvudstaden Jakarta.